# Levan di Cachezia
Leone Bagration, in georgiano ლევანი I?, noto anche come Levan (ლეონი) (Tbilisi, 1504 – Tbilisi, 1578), è stato re di Cachezia dal 1518/1520 al 1578. Regnò a lungo ed in uno dei periodi più prosperi e pacifici della storia del regno di Cachezia.

## Biografia
Levan era figlio di re Giorgio II di Cachezia e di sua moglie Elena Irubakidze-Cholokashvili. Giorgio II aveva portato avanti una serie di attacchi nelle regioni occidentali del regno di Cartalia governato da una dinastia collaterale dei Bagrationi. Nel 1513, egli venne catturato ed imprigionato, mentre il suo regno venne conquistato da Davide X di Cartalia. Leone venne separato dalla famiglia e cresciuto dai nobili lealisti nelle montagne e mantenuto in clandestinità sino al 1518, quando si riuscì a concludere l'invasione di Cartalia ad opera di Ismail I, scià della Persia, e Leone venne proclamato re di Cachezia. Davide X guidò le proprie armate contro la Cachezia, ma non riuscì a sconfiggere quelle di Leone e dovette ritirarsi. Nel 1520, i due re siglarono una pace e strinsero alleanza.

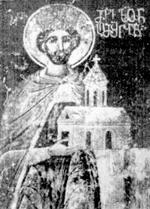
Leone di Cachezia. Affresco del castello di Gremi.

Assicuratosi la corona, Leone costrinse le regioni della Georgia orientale a sottomettersi al proprio volere ed intrattenne relazioni amichevoli con lo shamkhal di Tarki nel Dagestan. Nel 1521, guidò una spedizione contro Hassan-Bey, governante di Shaki nello Shirvan, prese la città e fece giustiziare Hassan. Shaki si trovò così sotto il patronato della Persia, ma quando Ismail I marciò contro la Cachezia, il coraggio di Leone iniziò a mancare. Egli accettò ufficialmente la sovranità dello scià e si accordò per il pagamento di un tributo. Riaffermò la sua lealtà al nuovo scià, Tahmasp I, nel 1541, e lo aiutò persino a sottometter ei ribelli Shaki nel 1551.
Nel Trattato di Amasya del 1555, gli imperi ottomano e safavide si divisero il Caucaso meridionale in rispettive sfere d'influenza, con la Cachezia nell'orbita iraniana. Pressato dalla presenza delle truppe persiane presso i confini cacheziani, Leone inviò suo figlio Vakhtang (noto anche col nome di Jesse) come ostaggio politico alla corte safavide dove il principe venne convertito all'Islam, prendendo il nome di Isa-Khan e venendo nominato governatore di Shaki. Nel 1561, venne costretto a non prestare aiuto a suo genero Simone I di Cartalia contro i persiani. Permise invece all'amato figlio Giorgio di schierarsi come volontario al fianco di Simone, ma l'esercito georgiano venne ad ogni modo schiacciato nella battaglia di Tsikhedidi e lo stesso Giorgio morì sul campo di battaglia.

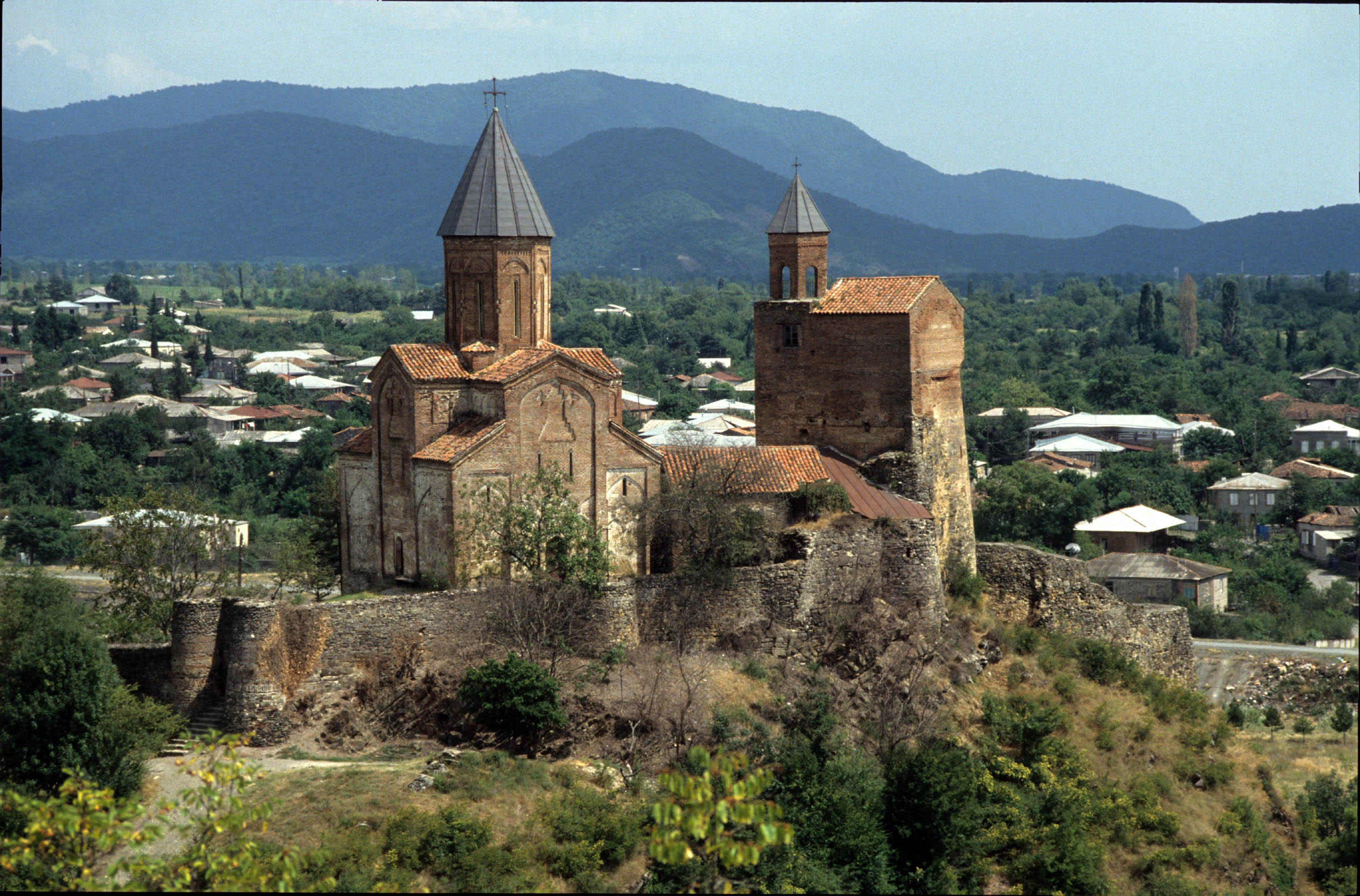
Il castello di Gremi, commissionato da Levan.

Leone, quindi, tentò di controbilanciare l'egemonia persiana chiedendo il supporto della Russia e nel 1561 inviò un'ambasceria a Ivan IV. I contatti russi di Leone gli consentirono di ottenere un distaccamento di soldati russi per la salvaguardia della Valle del Terek nel 1564. La presenza di un contingente russo in Cachezia portò però alla protesta dei persiani e Levan venne costretto a disfarsene nel 1571, rimandando i soldati in patria.
In generale, la Cachezia visse un periodo di pace e tranquillità durante il regno di Levan. Vicino alla "via della seta" di Gilan-Şamaxı-Astrachan', il regno venne attivamente coinvolto nel commercio regionale. In contrasto con altre parti della Georgia, i villaggi e le campagne prosperarono ed attirarono popolazione dalla Cartelia e dall'Armenia, oltre che dalla Persia da dove giunsero mercanti ed artigiani. Leone divenne noto anche come patrono della cultura e suoi ritratti si possono ancora oggi rintracciare in buon numero in molte delle chiese da lui fatte costruire, tra cui in quella del castello reale di Gremi.
Levan morì nel 1574, lasciando tra i suoi cinque figli una violenta lotta per la successione. Secondo lo storico georgiano del XVIII, il principe Vakhushti, l'animosità tra i fratelli era dovuta in parte al trattamento preferenziale che Levan aveva sempre riservato al figlio del suo secondo matrimonio su quelli del primo, in particolare nei confronti di Alessandro, il suo primogenito e legittimo erede al trono. Alessandro, fu anche colui che uscì vittorioso dal conflitto e divenne il successore del padre nella corona di Cachezia.

## Famiglia
Levan si sposò due volte; la prima con Tinatin (m. 1591), figlia di Mamia I Gurieli, Principe di Guria. Ella diede alla luce due figli:
- Alessandro II di Cachezia (1527–1605)
- Iesse o Vakhtang (Isa-Khan) (m. 1580)

Levan divorziò da Tinatin nel 1529 e sposò una figlia di Kamal Kara-Musel, shamkhal di Tarku. Furono genitori di:
- Principe Giorgio (c. 1529 – 6 aprile 1561)
- Principe Nikoloz (m. 1591), Catholicos della Georgia (1584–89)
- Principe El-Mirza (c. 1532 – 1580)
- Principe Costantinp (c. 1532 – 1549)
- Principe Vakhtang (n. prima del 1549)
- Principe Eraclio (n. prima del 1549)
- Principe Bagrat (n. prima del 1549 – 1568)
- Principe Davide (n. prima del 1553)
- Principe Teimuraz (n. prima del 1558 – 1568)
- Principe Khosro (fl. 1568)
- Principessa Elena (m. 1550), sposò nel 1544, Eraclio, figlio di Bagrat Mukhran-Batoni, I principe di Mukhrani.
- Principessa Nestan-Darejan (fl. 1556–1612), sposò re Simone I di Cartalia.
- Principessa Ketevan (fl. 1559–1597), sposò il nobile Vakhushti Gogibashvili.
- Principessa Tecla (fl. 1597–1603). Monaca nel monastero di Alaverdi, ma ebbe una relazione amorosa col principe Baram Cholokashvili, vescovo di Alaverdi. Quando la relazione venne scoperta, il catholicos Domentius II scomunicò la coppia che cercò rifugio in Imerezia. Re Alessandro II successivamente gli permise di fare ritorno in Cachezia e di sposarsi nel 1603 circa.[4]